# April O'Neil (actrice pornographique)
Ne pas confondre avec le personnage de fiction April O'Neil.
Pour les articles homonymes, voir O'Neill.
April O'Neil (née le 7 avril 1987 à Phoenix en Arizona) est une actrice pornographique américaine.

## Filmographie sélective
- 2009 : Road Queen 10
- 2009 : Road Queen 11
- 2009 : Lesbian Seductions: Older/Younger 26
- 2009 : Lesbian Adventures: I Love to Trib
- 2010 : We Live Together.com 14
- 2010 : Mother-Daughter Exchange Club 17
- 2010 : Molly's Life 7
- 2010 : Legs Up Hose Down
- 2011 : Lesbian Slumber Party
- 2011 : Brides Maids XXX
- 2012 : The Godfather XXX: A DreamZone Parody
- 2012 : Molly's Life 18
- 2012 : Buffy The Vampire Slayer XXX: A Parody
- 2013 : We Live Together.com 30
- 2013 : Lesbian Office Seductions 8
- 2014 : Buttface 3
- 2015 : All Of Her
- 2015 : Wet Hot Teen Summer
- 2016 : Babes Illustrated: She Loves Big Boobs
- 2016 : My All Girl Massage
- 2017 : Girlsway Girl Story
- 2017 : Sweet Taste of Pussy
- 2018 : Girls Girls Girls
- 2018 : Girls Kissing Girls 22

### Distinctions
Récompenses
- 2012 : AVN Award : Twitter Queen (Fan Award)

Nominations
- 2011 : XBIZ Award : New Starlet of the Year
- 2012 : AVN Award : Best Boy/Girl Sex Scene avec James Deen - Legs Up Hose Down
- 2012 : AVN Award : Best Tease Performance - Legs Up Hose Down
- 2013 : AVN Award : Best All-Girl Group Sex Scene avec Ash Hollywood et Amber Rayne - Buffy the Vampire Slayer XXX
- 2013 : XBIZ Award : Best Supporting Actress - The Godfather XXX
- 2013 : XBIZ Award : Best Scene - Parody Release avec Tommy Pistol - The Godfather XXX
- 2013 : XBIZ Award : Best Scene All-Girl avec Ash Hollywood et Amber Rayne - Buffy the Vampire Slayer XXX